# ハマナス
ハマナス（浜茄子・浜梨、学名: Rosa rugosa）は、バラ科バラ属の落葉低木。別名ハマナシ。海岸の砂地に生えて、群落を作ることもある。夏に赤い花（まれに白花）を咲かせる。根は染料などに、花はお茶などに、果実はビタミンCが豊富で、ローズヒップとして食用になる。晩夏の季語。

## 名称
別名、ハマナシとも呼ばれている。和名ハマナスの語源は、浜（海岸の砂地）に生え、熟した果実が甘酸っぱいので、−ナシに例えて「ハマナシ（浜梨）」という名が付けられ、それが転訛したとする説を武田久吉が唱えた。後に牧野富太郎が唱えた同様の説が通説になっている。
しかし、江戸時代の俳諧歳時記『滑稽雑談（こっけいぞうだん）』（1713年）には「初生の茄子の如し、また食に耐えたり、故にハマナスと云ふ」とあり、また幕末本草学者である小野蘭山の講義録『大和本草批正（やまとほんぞうひぜい）』には、「実は巾七、八分小茄子の如し、故にハマナスと云ふ」とあり、いずれも果実を初生もしくは小型のナスに見立ててハマナスと名付けたとしている。しかし、漢字で「茄子」の字が使われているが、ハマナスはナスとはどこも似ていないという指摘もなされている。
中国植物名（漢名）は、玫瑰（まいかい）。アイヌ語では果実をマウ（maw）、木の部分をマウニ（mawni）と呼ぶ。
学名はロサ・ルゴザ（Rosa rugosa）で、ルゴザとは皺々という意味である。葉が他のバラよりも葉脈が目立って皺々のように見える。また茎の棘も多めであるが、ロサ・スピノシシマ（Rosa spinosissima〈棘のとても多いバラの意味〉、シノニム：ロサ・ピンピネリフォリア〈Rosa pimpinellifolia〉）ほどではない。

## 分布・生育地
東アジアから東北アジアの温帯から冷帯にかけて分布する。サハリン、千島列島のほか、日本では北海道に多く、本州の太平洋側は茨城県、日本海側は鳥取県を南限として浜辺に分布する。石狩海岸、オホーツクの原生花園、野付半島に大群落が見られる。主に海岸の砂地に自生する。本州の日本海岸よりも太平洋岸の分布域が狭いのは、主に砂浜・砂丘植物であるから、太平洋側に生える場所が少ないことがその理由とされる。
公園や庭、街路にも植えられ、観賞用に栽培もされている。現在では浜に自生する野生のものは少なくなり、園芸用に品種改良されたものが育てられている。

## 特徴
1 - 1.5メートル (m) に成長する落葉低木。地下茎や匍匐枝を延ばして繁殖し群生する。海岸ではやや匍匐性で高さは1 mほどの低灌木であるが、内陸では高さ2 mになる。
幹は叢生して茎は枝分かれして立ち上がり、樹皮は灰黒色から次第に灰色になり、全体に短い軟毛が多く、まっすぐな大小の鋭い刺が密生する。葉は長さ9 - 12センチメートル (cm) の奇数羽状複葉で互生し、小葉は楕円形あるいは長楕円形などで長さ2 - 4 cm、通常3対、5枚から9枚つき、葉柄には半ば合着した大きな托葉がある。表面は無毛で葉脈に沿って網状に凹みがつき、裏面に凸出しており、葉縁に鋸歯がある。葉身は厚く、針がついている。全体に細かい毛や棘が多い理由は、潮風による塩分の付着を防いで生きていくための進化だと考えられている。秋、寒い地方では黄色に色づいて紅葉する。葉が散るときは、小葉がバラバラに散るときもあれば、葉柄ごと散ることもある。
花期は初夏から夏（6 - 8月ごろ）。枝先に1 - 3個ほど紅紫色の5弁花を咲かせ、強く甘い芳香がある。花は野生のバラとしては大輪で直径5 - 10 cmあり、花びらの先端に少し凹みがあり、中心は雄しべは多数つき、2 - 3日で枯れる。
果期は8 - 10月に結実し、果実（偽果）は、径は2 - 3 cmの偏球形で赤色に熟し、通常は無毛でまれに小さな刺があり、弱い甘みと酸味がある。果実の中には、種子が多く含まれている。実は葉が緑のうちから赤く熟しているが、紅葉のころ、完熟果が残っていることがある。
冬芽は互生し、茎の棘の間について赤く目立ち、頂芽は円錐型で大きく、側芽は卵形で、5 - 7枚の芽鱗に覆われている。落葉後の葉痕は、上を向いた浅いU字形で、維管束痕が3個みえる。
- ハマナスの花と実
- 果実
- 葉
- 枝

## 品種
バラの一種であり、園芸バラの品種改良に用いられる。ヨーロッパに渡ったハマナスから、多くの園芸品種が作出されている。北米では観賞用に栽培される他、ニューイングランド地方沿岸に帰化している。イザヨイと呼ばれる園芸品種は八重化（雄蕊、雌蕊ともに花弁化）したものである。変種で、中国産の八重咲で茎の刺がやや少ないのがマイカイ（玫瑰）で、栽培されている。
ノイバラとの自然交雑種にコハマナスがある。
このほかシロバナハマナス、ヤエハマナス、シロバナヤエハマナスなどの品種がある。
バラの品種改良に使用された原種の一つで、ハマナスを交配の親に使用した品種群を「ルゴザ系」と謂う。

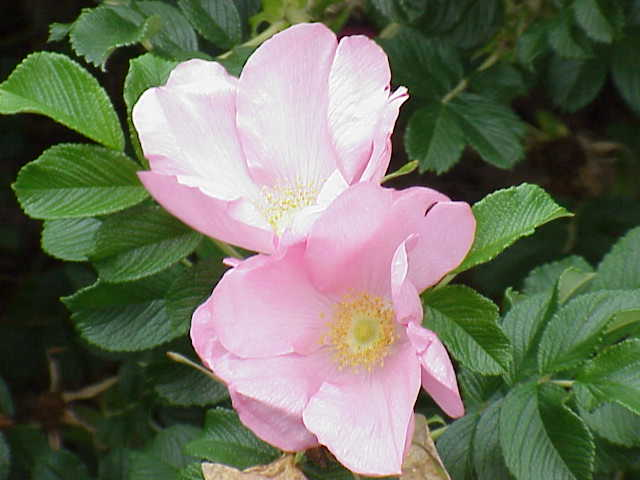
ピンクのハマナスの花
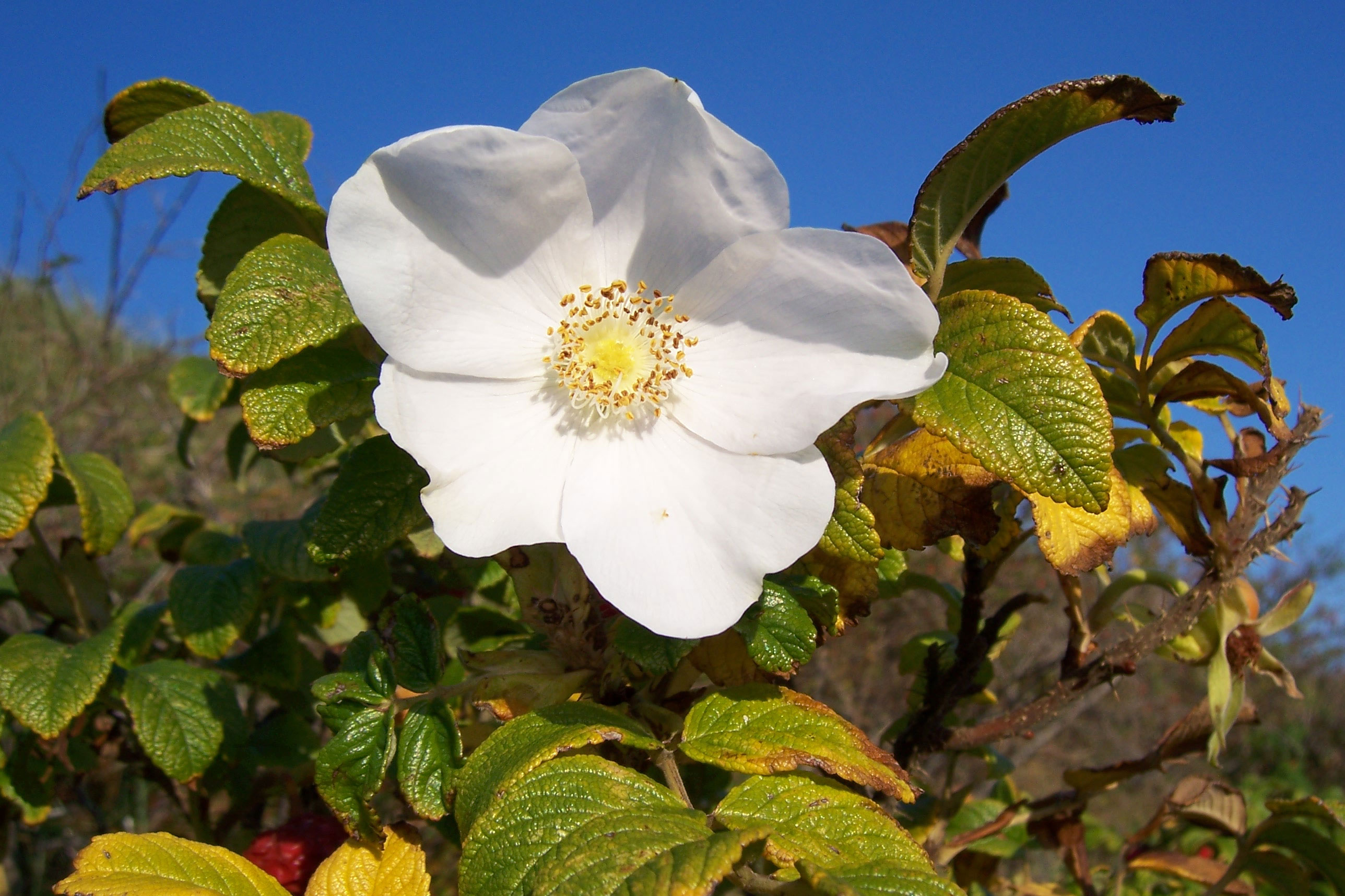
白いハマナスの花
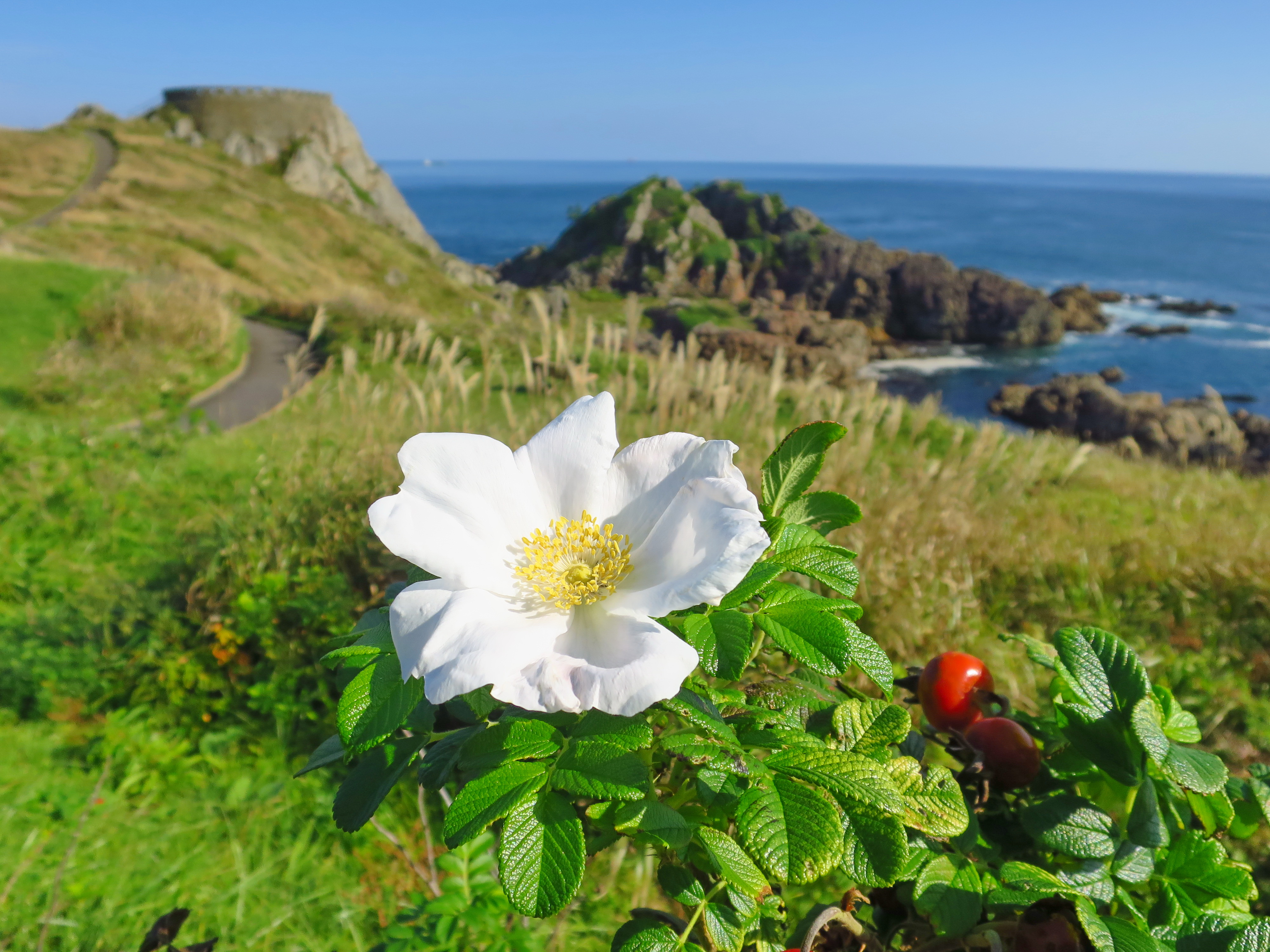
海岸に咲く白いハマナスの花と果実
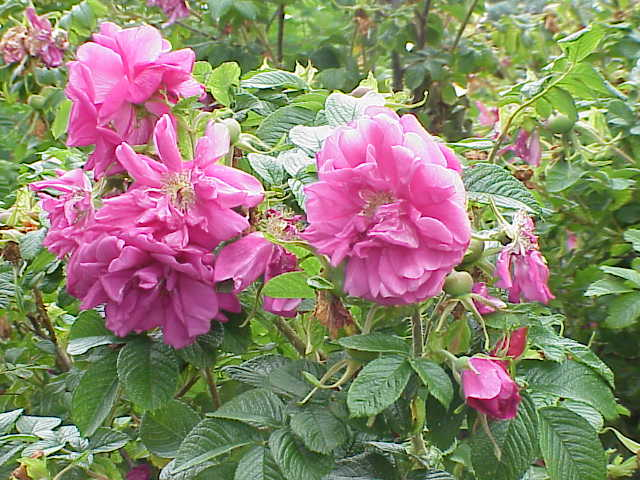
八重咲き種

## 利用
繁殖は株分けによって行われ、秋に前年茎の地下根茎部を分割する。日本では庭に使われることはほとんどないが、ヨーロッパでは生け垣に使われている庭園がいくつも見られる。
花は香りが強く、香水の原料にする。花には精油を含み、主な成分はゲラニオールで、その他シトロネロール、ノニルアルデヒド、シトラール、リナロール、フェニルエチルアルコールなどである。これらの精油は、延髄中枢を刺激して、血流を促し、血管拡張などの作用があるといわれている。かつてハマナスの花から香油が採取され、北海道では八重咲きのハマナスを栽培して採取効率を高めることも行われてきたが、ブルガリア産の輸入が増えて、日本のハマナス香油の採取は廃れた。

### 食用
赤く熟した果実（偽果）はローズヒップともよばれ、摘み取って食用にする。甘酸っぱくビタミンCを豊富に含み、色素のもとになっているカロテン、ピロガロール、タンニンを含み、カロテンは体内でビタミンAに変化するため、果実の生食は滋養強壮にも役立つ。甘いので生食もできるが、薬用酒、ジャムにもするほか、お茶（ローズヒップティー）にする。のど飴など菓子に配合されることも多いが、どういう理由によるものかその場合、緑色の色付けがされることが多い。花もジャムや花酒になる。中国茶には、花のつぼみを乾燥させてお茶として飲む玫瑰茶もある。

### 薬効
咲いた花を摘み取り、風通しのよいところで陰干ししたものは生薬になり、玫瑰（まいかい）と称される。漢方では6 - 8月に採取して天日乾燥した花蕾は玫瑰花（まいかいか・メイグイファ）と呼ばれ、八重咲きの種の花蕾も通常のハマナスと成分が同じで、同様に取り扱われている。玫瑰花には、イライラを鎮めたり気の流れや血の流れを良くする作用があると言われる。ストレスによる胃痛や下痢、月経不順に良く使われ、通常は熱湯を注いでお茶として飲まれる。花びらから花弁酒をつくることができる。民間療法では、矯味、矯臭、抗炎症薬として月経不順、リウマチ、打撲にお茶にして飲まれたり、完熟前の橙黄色の果実を使って35度の焼酎に3か月漬けて果実酒にして、暑気あたり、低血圧、不眠症、滋養保健、疲労回復、冷え症などに、就寝前に盃1杯程度を飲用に用いられる。アイヌの間では腎臓の薬として知られ、むくみの解消に根や実を煎じたものを飲んでいた。
また、ビタミンCの豊富さから、美容面での効果も期待される。

### ハマナス油
ハマナスの花を石油エーテルで抽出し、アルコール処理して得られる精油はフェネチルアルコール、ゲラニオール、シトロネロール、リナロール、ベンジルアルコール、シトラールなどを含み、芳香を持つ。ハマナス油はダマスクローズオイルの代用品として化粧品などに用いられるが、ハマナス自体から感じる芳香は、葉から生じるセスキテルペンアルコールも寄与する。

## 名所
日本においては、ハマナスは北海道襟裳岬や東北地方の海岸部、天橋立などが名所として知られる。
茨城県鹿嶋市大字大小志崎および、鳥取県鳥取市白兎、西伯郡大山町には「ハマナス自生南限地帯」があり、鹿嶋市と鳥取県の自生地は、1922年（大正11年）3月8日に当時の内務省によって国の天然記念物に指定されている。
茨城県鹿嶋市に、ハマナスの名を冠した潮騒はまなす公園がある。

## 自治体の花

### 都道府県の花に指定
北海道の花に指定されている。北海道の海岸線はすべてハマナスで飾られており、分布の中心域であることが道花指定の理由だといわれている。

### 市町村の花に指定
- 北海道 - 石狩市、紋別市、稚内市、北見市、浦幌町、江差町、雄武町、奥尻町、興部町、寿都町、斜里町、標津町、天塩町、枝幸町、新ひだか町
- 青森県 - 青森市、むつ市、鰺ヶ沢町、大間町、風間浦村、野辺地町、蓬田村
- 岩手県 - 山田町、野田村
- 福島県 - 相馬市
- 茨城県 - 鹿嶋市
- 新潟県 - 村上市、聖籠町
- 石川県 - かほく市、内灘町
- 福井県 - 高浜町
- 鳥取県 - 大山町

## 文化
日本の皇族が身の回りの品などに用いる徽章・シンボルマークとして、ハマナスは皇后雅子のお印に使われている。
ハマナスは6月5日の誕生花とされ、花言葉は「旅の楽しさ」、「幸せの誓い」だと言われている。